# Into the Woods (pel·lícula)
Into the Woods és una pel·lícula estatunidenca musical produïda per Walt Disney Pictures, dirigida per Rob Marshall, escrita per James Lapine i protagonitzada per Meryl Streep, Emily Blunt i Johnny Depp.

## Argument
La pel·lícula entrellaça els arguments de diversos contes dels germans Grimm i continua per explorar les conseqüències, els desigs dels personatges i les missions. Els personatges principals són els de La Caputxeta Vermella, Jack i les Mongetes Màgiques, Rapunzel i La Ventafocs; així com alguns altres. Quan un forner i la seva dona s'adonen que han estat maleïts per una bruixa i no poden tenir fills, s'endinsen en el bosc per trobar els objectes necessaris per trencar l'embruix i fundar una família. La pel·lícula està lligada a la història original del foner i la seva dona, la seva interacció amb la bruixa que ha llançat la maledicció sobre ells i la seva relació amb altres personatges de contes durant el viatge. El que comença essent un musical animat de fantasia irreverent en realitat es converteix en una història sobre la responsabilitat, sobre els problemes que comporten els desigs i sobre el llegat que es deixa als fills.

## Repartiment
- Meryl Streep
- Emily Blunt
- James Corden
- Anna Kendrick
- Chris Pine
- Johnny Depp
- Mackenzie Mauzy
- Lilla Crawford
- Billy Magnussen
- Daniel Huttlestone

## Premis i nominacions

### Nominacions
- 2015: Oscar a la millor actriu secundària per Meryl Streep.[3]
- 2015: Oscar al millor vestuari per Colleen Atwood
- 2015: Oscar a la millor direcció artística per Dennis Gassner i Anna Pinnock
- 2015: Globus d'Or a la millor pel·lícula musical o còmica
- 2015: Globus d'Or a la millor actriu musical o còmica per Emily Blunt
- 2015: Globus d'Or a la millor actriu secundària per Meryl Streep
- 2015: BAFTA al millor vestuari per Colleen Atwood
- 2015: BAFTA al millor maquillatge i perruqueria per Peter King i J. Roy Helland
- 2015: MTV Movie Awards per Meryl Streep.[4]
- 2014: Top Eleven Films of the Year - AFI.[5]